# 坂本ミキ
坂本 ミキ（さかもと みき、12月10日 - ）は、日本のボーイズラブ漫画家。血液型はB型。
1996年2月にヒカリコーポレーションから初の単行本『凌辱教室』を発売している。現在、同人サークルでの活動では数多作品を発表した。

## 作品リスト
1996年
- 凌辱教室

1997年
- リトル・ダーリン

1998年
- 絶対麗奴
- ベイビイアクション

2000年
- ダウンタウンシャッフル〜快楽の街〜

2007年
- 冷たい太陽

## 小説イラスト
- 恋に落ちるまで I'll never leave you alon（文：山藍紫姫子）